# Lewis Call
Lewis Call é um notável acadêmico estadunidense cujas reflexões são centrais a corrente filosófica conhecida como pós-anarquismo. Ele é mais conhecido por seu livro Anarquismo Pós-Moderno lançado em 2002, no qual apresenta suas reflexões baseadas nas reflexões propóstas por filósofos anarquistas pós-modernos como Friedrich Nietzsche e escritores cyberpunks como William Gibson e Bruce Sterling. Call possui diversos escritos sobre a interseção entre o pós-anarquismo e a ficção científica, abrangendo filósofos e autores como Gilles Deleuze, Jean Baudrillard, Octavia Butler, Samuel Delany e Ursula K. Le Guin.

## Vida e obra
A graduação de Call inclui um bacharelato da Universidade da Califórnia, San Diego, seguido de um mestrado e doutorado em História Moderna Européia na Universidade da Califórnia, em Irvine, terminando seus estudos em 1996. Sua tese de doutorado foi intitulada, Nietzsche como crítico e Cativeiro do Iluminismo. Ele é um professor assistente no Departamento de História da Universidade Estadual Politécnica da Califórnia em San Luis Obispo, onde ensina história intelectual, economia política e história da tecnologia de redes. Call também detém a posição de Editor Associado da Anarchist Studies, uma revista internacional de teoria anarquista. Ele recebeu o Prêmio Distinguished Professor da Faculdade Associação Califórnia (California Polytechnic) em 2005, e seu papel "Sounds Like Kinky Business to Me: Subtextual Textual e Representações de poder no Buffyverse Erótico" ganhou o prêmio "Mr. Pointy Buffy para Bolsas de Estudos" do jornal Slayage em 2008. Call é um dedicado praticante de Tai Chi Chuan.

## Pensamento
Call é creditado juntamente com Saul Newman e Todd May pelo desenvolvimento de suas raízes no pós-anarquismo francês no pensamento anarquista pós-moderno e clássico. Call tem buscado desenvolver a teoria pós-anarquista com base no trabalho de Friedrich Nietzsche, que rejeita o conceito cartesiano do "tema". A partir da qual uma forma radical de anarquismo é possível; o tornar-se anarquismo. Este anarquismo não tem um eventual objectivo, nem fluxo para "ser", não é um estado final de desenvolvimento, nem de uma forma estática da sociedade, mas sim se torna permanente, como um meio sem fim. Call crítica as noções liberais de linguagem, consciência, racionalidade e de uma perspectiva anarquista, argumentando que elas são inerentes ao poder econômico e político dentro da organização do Estado capitalista.
Entre outros interesses da investigação de Call incluem história intelectual, estudos de ficção científica, e história do poder erótico.